# Acantharctia intermarginalis
Acantharctia intermarginalis là một loài bướm đêm thuộc phân họ Arctiinae, họ Erebidae.